# Beobachtende Astronomie

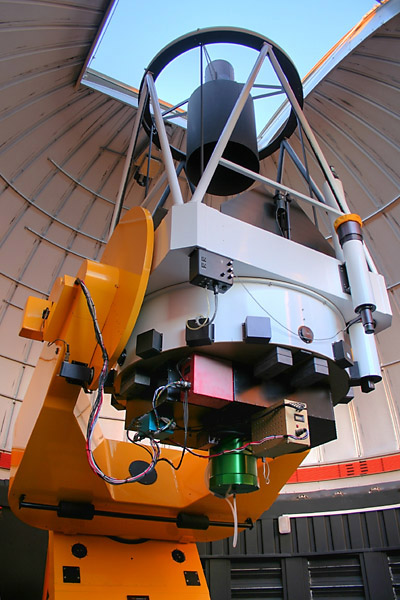
Das polnische 1,3-Meter-Teleskop an der chilenischen Sternwarte Las Campanas

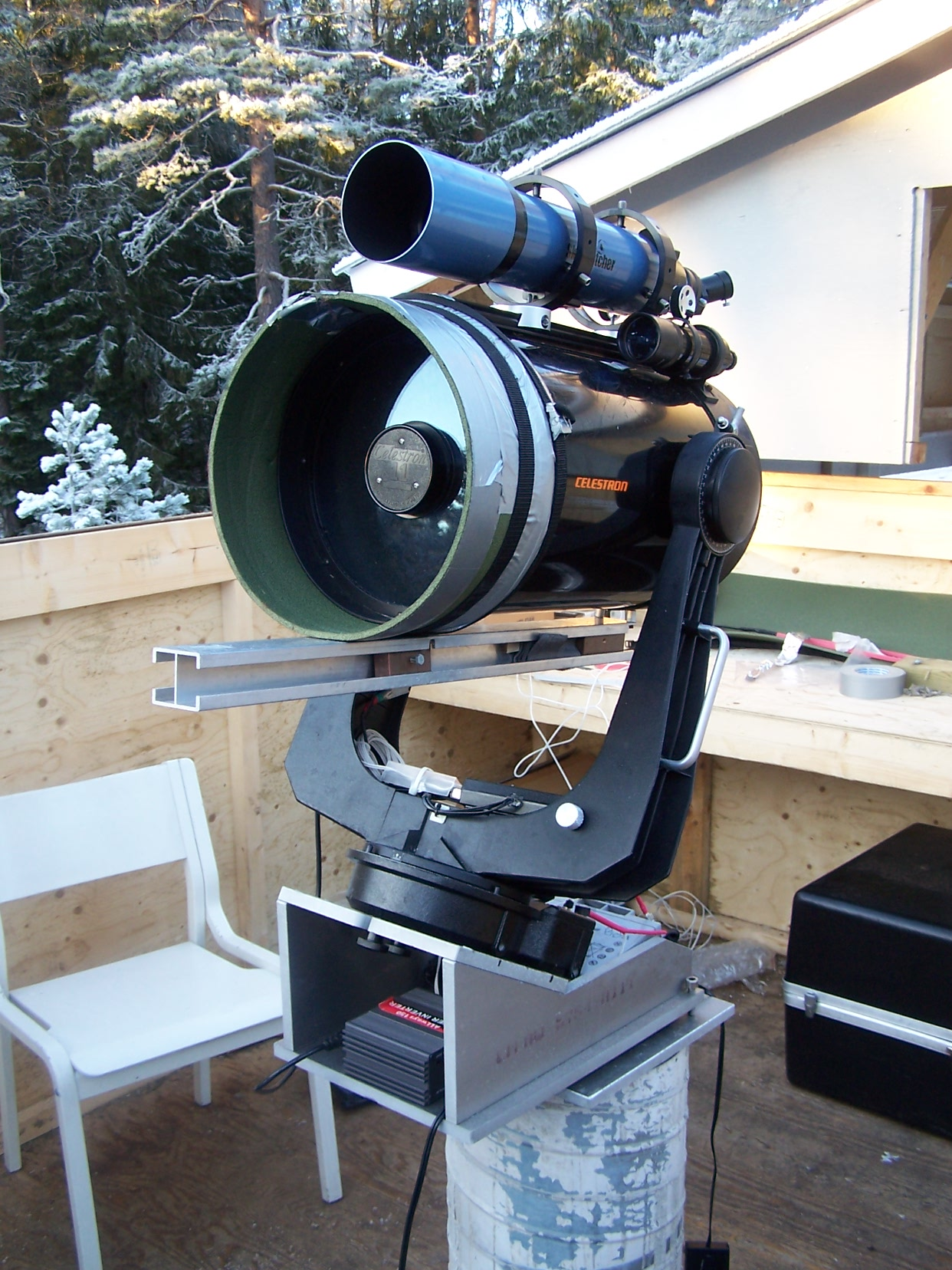
28-cm-Cassegrain C11, Gabel-Montierung mit Eigenbau-Zubehör, finnische Privatsternwarte

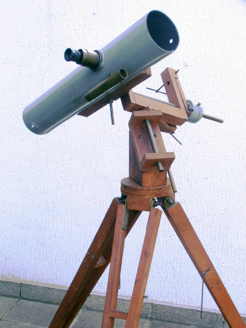
Selbstbau-Newton 10 cm mit äquatorialer Hartholz-Montierung

Die beobachtende Astronomie ist jener Teilbereich der Astronomie, der die Himmelskörper anhand ihrer zur Erde kommenden Strahlungen und Teilchen untersucht. Ähnlich der sogenannten Fernerkundung, ist der Schwerpunkt der Messmethodik die elektromagnetische Strahlung weit entfernter Objekte im gesamten Bereich des Spektrums, von Radiowellen über Infrarot, sichtbares Licht und Ultraviolettstrahlung bis hin zu Röntgen- und Gammastrahlung. Die Einfallsrichtung und physikalische Eigenschaften der Strahlung erlauben Rückschlüsse auf Eigenschaften der aussendenden oder Licht absorbierenden Himmelsobjekte.
So liefern genaue Messungen der Richtung Informationen über Position und Entfernung, Bewegung und Struktur der betreffenden Himmelsobjekte, während Untersuchungen des Spektrums auf die chemische Zusammensetzung, Sterntemperatur, Magnetfelder und Entfernungsänderungen zum Beobachter hinweisen. Durch Fotometer kann die Leuchtkraft von Sternen bestimmt werden, aus deren zeitlicher Veränderung ihr Gleichgewichts-Status. Zusätzlich zur elektromagnetischen Strahlung liefern die auf der Erde nachweisbaren kosmischen Teilchen weitere Informationen. Für die Zukunft verspricht der Nachweis von Gravitationswellen neuartige Beobachtungen an Himmelsobjekten wie Neutronensternen oder Schwarzen Löchern.
Ein zentrales Anliegen der beobachtenden Astronomie ist die Entwicklung geeigneter Instrumente und Detektoren. Die elektromagnetische Strahlung wird mit Hilfe von Teleskopen aufgefangen und fotografisch oder elektronisch aufgezeichnet. Fotometrie und digitale Astrofotografie ermöglichen die Messung der Helligkeit, Spektroskope durch Auswertung von Planeten-, Nebel- und Sternspektren wichtige Parameter der Astrophysik. Speziell an die Eigenschaften von Röntgen- oder Radiostrahlung angepasste Teleskopkonstruktionen erlauben die Untersuchung dieser Abschnitte des elektromagnetischen Spektrums. Der Nachweis und die nähere Untersuchung von Teilchen und von Gravitationswellen erfordern spezielle Detektoren.

## Grundlagen
Die Astronomie ist gegenüber anderen Naturwissenschaften insofern benachteiligt, als dass sie ihre Untersuchungsgegenstände nicht unter kontrollierten Bedingungen im Labor untersuchen kann. Auch eine direkte Untersuchung kommt nur für die uns nächsten Himmelsobjekte infrage, insbesondere den Mond und diejenigen Planeten und Planetenmonde, die bereits von irdischen Raumsonden besucht wurden oder deren Bruchstücke gelegentlich zur Erde fallen (z. B. Mars-Meteoriten). Die Astronomie ist daher weitgehend auf Beobachtungen angewiesen, insbesondere auf die Auswertung der elektromagnetischen Strahlung, die uns von fernen Himmelskörpern erreicht. Andrerseits bietet sie der Physik die Möglichkeit zur Erforschung von extrem energiereichen Vorgängen, die auf Erden nie möglich wäre.
In Anbetracht ihrer besonderen Situation haben die Astronomen Techniken entwickelt, mit denen sich allein aus der Beobachtung systematische Rückschlüsse auf die Eigenschaften und die Entwicklung astronomischer Objekte ziehen lassen. Typischerweise steht für jede Art von Beobachtungsobjekt eine Vielzahl sichtbarer Beispiele zur Verfügung. Anstatt beispielsweise die Entwicklung eines einzelnen Sterns über Jahrmilliarden zu verfolgen, können die Astronomen unterschiedliche Sterne in verschiedenen Entwicklungsstadien beobachten, um den Entwicklungsweg der Sterne zu erforschen. Unter Zuhilfenahme des kosmologischen Prinzips kann aus Untersuchungen an näher gelegenen Beispielobjekten auf das Verhalten entfernter Objekte geschlossen werden.
Es gibt verschiedene Möglichkeiten, Teilgebiete der Astronomie zu definieren. Die Bezeichnung „beobachtende Astronomie“ dient als Sammelbegriff für die diversen Techniken astronomischer Beobachtung. Für ihr Gegenstück, die Formulierung und Erforschung von physikalischen Modellen, durch die sich die Eigenschaften von Himmelsobjekten auf die bekannten physikalischen Gesetze zurückführen lassen, gibt es keine allgemein übliche Bezeichnung. Am ehesten kommt diese Rolle noch der theoretischen Astrophysik zu, in der diese Art von Modellbildung einen weiten Raum einnimmt, die sich allerdings zum Teil auch mit der theoretischen Grundlage astrophysikalischer Beobachtungstechniken befasst und sich damit mit der beobachtenden Astronomie überschneidet.
Werden Teilbereiche der Astronomie über die Beobachtungsobjekte definiert, so gibt es jeweils Überschneidungen mit der beobachtenden Astronomie – zur Sonnenforschung beispielsweise gehören selbstverständlich die entsprechenden spezialisierten Beobachtungsmethoden; gleiches gilt für die Planetologie, die Stellarastronomie, die Astroteilchenphysik und die weiteren thematischen Teilbereiche. Eine weitere Verbreitung als der Oberbegriff haben die Bezeichnungen für diejenigen Teilbereiche der beobachtenden Astronomie, die nach den Bereichen des elektromagnetischen Spektrums benannt sind, in denen die Beobachtungen stattfinden: Radioastronomie, Infrarotastronomie, optische Astronomie, Ultraviolettastronomie, Röntgenastronomie und Gammaastronomie.

## Geschichte

### Vor Erfindung des Teleskops

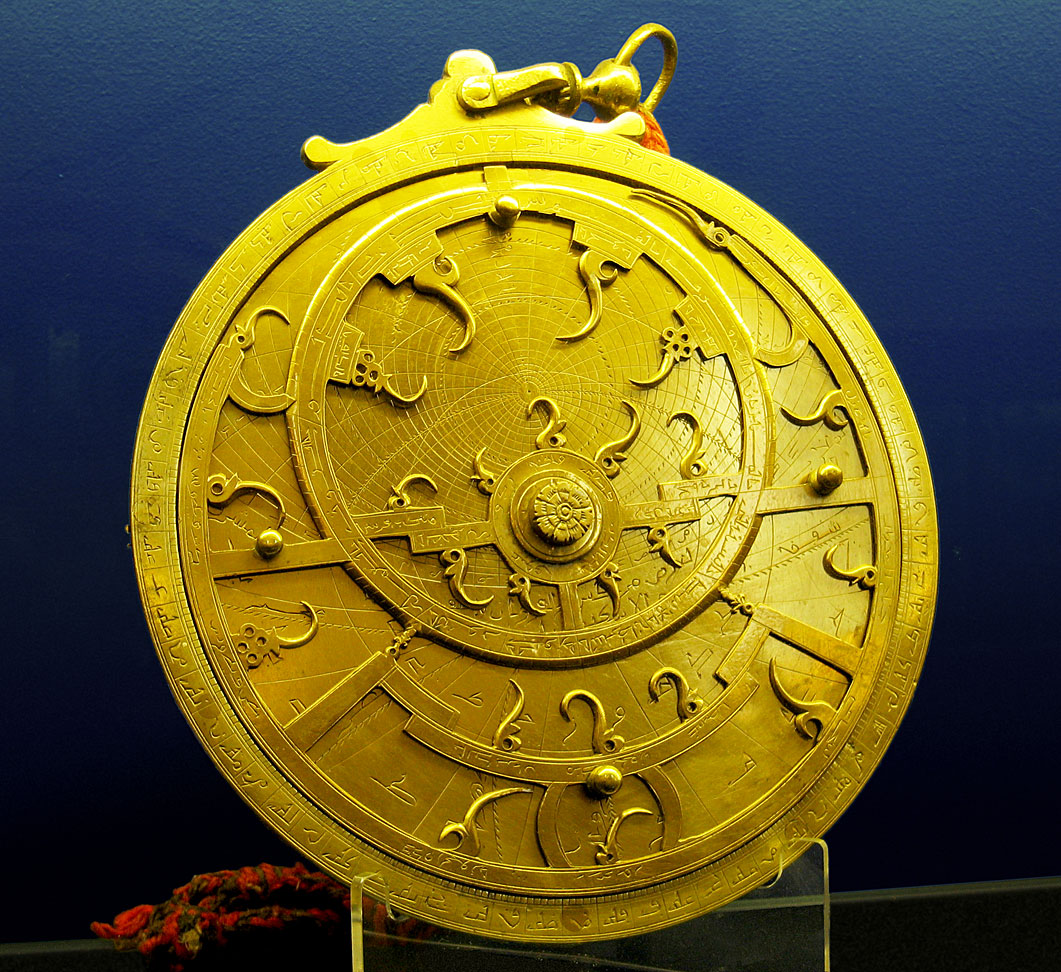
Persisches Astrolabium (18. Jh.)

Der Beginn der beobachtenden Astronomie ist nicht eindeutig feststellbar. Manche Höhlenmalereien vor 20.000 Jahren könnten eine Art Sternbilder zeigen. Die alten Ägypter verwendeten seit etwa 3000 v. Chr. einen Kalender, der auf Beobachtungen des Sterns Sirius beruhte. Astronomische Aufzeichnungen sind von vielen Hochkulturen bekannt, beispielsweise den Maya und den Assyrern.
Sternhelligkeiten und einfache Instrumente zur Positionsbestimmung von Himmelsobjekten finden sich bereits bei Hipparch und Ptolemaios im ersten Jahrtausend vor unserer Zeitrechnung; in verfeinerter Form wurden sie im ersten nachchristlichen Jahrtausend in der arabischen Astronomie angewandt. Auf den gleichen Prinzipien beruhten die im 16. Jahrhundert von Tycho Brahe verwendeten Beobachtungsgeräte. Mechanische Rechner, wie das Astrolabium, das seinen Weg ebenfalls von den Griechen über die arabische Astronomie in die mittelalterliche Astronomie fand, ermöglichten die Zeitbestimmung und die Voraussage von astronomischen Ereignissen, wie den Sonnenaufgang.

### 17. bis 19. Jahrhundert

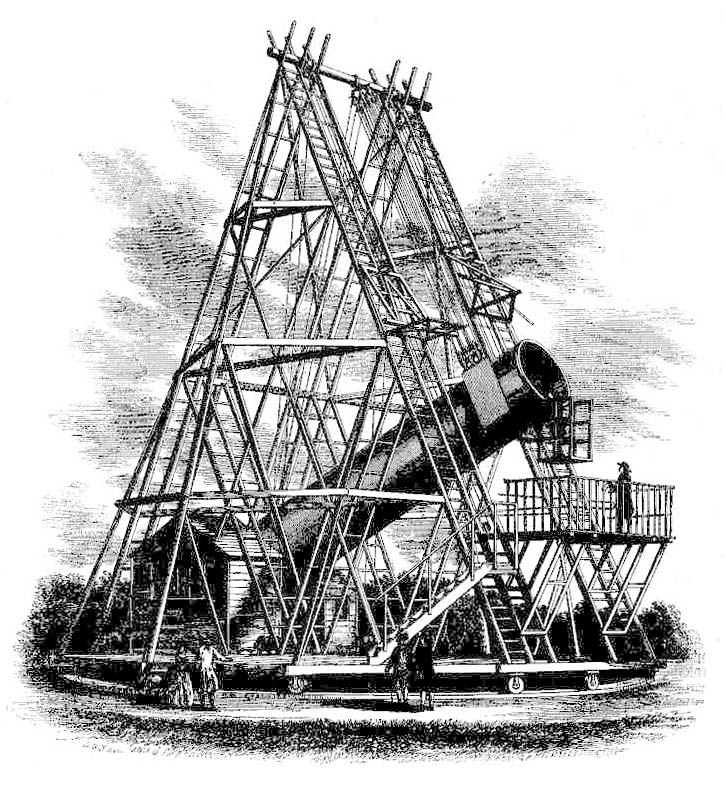
Herschels 40-Fuß-Teleskop (1789)

Beginnend mit dem ersten dokumentierten astronomischen Einsatz eines Teleskops durch Galilei im Jahre 1609, folgt die Geschichte der beobachtenden Astronomie weitgehend der Entwicklungsgeschichte immer leistungsfähigerer Teleskope. Meilensteine waren dabei beispielsweise die Entwicklung des Spiegelteleskops durch Gregory, Cassegrain und Newton und die Konstruktion immer größerer Spiegelteleskope durch Herschel im 18. Jahrhundert oder Parsons im 19. Jahrhundert, bis hin zu Hales 100-Zoll-Teleskop (1917) am Mount-Wilson-Observatorium.
Parallel zur technischen Entwicklung der Optik und Montage der Teleskope ergaben sich weitere wichtige Fortschritte: Ab dem frühen 19. Jahrhundert hielt die Spektroskopie Einzug in die beobachtende Astronomie. Bereits im Jahre 1800 verwendete Herschel ein Prisma und ein Thermometer, um die Wärmewirkung der Sonnenstrahlen nachzuweisen – den Beginn der Infrarotastronomie. Einige Jahre später entdeckten Wollaston und Fraunhofer die Spektrallinien im Sonnenspektrum. Im Jahre 1852 veröffentlichte Stokes erste Beobachtungen des ultravioletten Sonnenlichts. Mitte des 19. Jahrhunderts schlossen Bunsen und Kirchhoff aus diesen Linien auf die chemische Zusammensetzung der Sonne. Von diesem Zeitpunkt an begann die Entwicklung immer genauerer astronomischer Spektrografen. Ab Ende des 19. Jahrhunderts gab der Einsatz fotografischer Methoden dem Fachgebiet eine neue Richtung und ermöglichte Beobachtungen von bis dahin unmöglicher Genauigkeit und Empfindlichkeit.

### 20. bis 21. Jahrhundert
Kennzeichnend für das 20. Jahrhundert war die Einführung elektronischer Mess- und Nachweisinstrumente und die Ausweitung der systematischen Beobachtungen auf weitere Wellenlängenbereiche des elektromagnetischen Spektrums. Mit den Beobachtungen von Jansky und Reber begann in den 1930er Jahren die Radioastronomie, die nach Ende des Zweiten Weltkriegs, dank ausgemusterter militärischer Funk- und Radaranlagen, einen Boom erlebte. In den 1940er Jahren wurden erstmals Photomultiplier zur Helligkeitsbestimmung eingesetzt, gefolgt von ersten Versuchen der elektronischen Bilderfassung, und schließlich von den auch heute noch eingesetzten CCD-Detektoren.
Zur Beobachtung in Wellenlängenbereichen, die von der Erdatmosphäre herausgefiltert werden, begann der Vorstoß in den Weltraum: erstmals 1946 für Ultraviolettbeobachtungen, mit einer von den Amerikanern von den Nazi-Deutschen erbeuteten V2-Rakete, und 1949 auf dieselbe Weise mit ersten Röntgenbeobachtungen außerhalb der Atmosphäre. Ab 1970 kreiste mit Uhuru der erste Röntgensatellit um die Erde, gefolgt im Jahre 1983 von IRAS, dem ersten Infrarot-Observatorium. Mit der sowjetischen Lunik 1 erkundete 1959 erstmals eine Raumsonde einen anderen Himmelskörper, den Mond; Landungen und erste Bilder der Mondrückseite folgten im gleichen Jahr. 1962 erreichte mit Mariner 2 die erste Sonde einen anderen Planeten, die Venus; in den darauf folgenden Jahrzehnten erreichten weitere Sonden alle großen Planeten des Sonnensystems.
Die Astroteilchenphysik begann 1912 mit den Ballonfahrten von Victor Franz Hess, bei denen dieser erste Anzeichen für ionisierende Strahlen aus dem Kosmos fand. Allerdings wurde erst im Laufe der nachfolgenden Jahrzehnte klar, dass es sich dabei um schnelle Elementarteilchen handelt. Mit der Entwicklung immer besserer Teilchendetektoren wurden immer genauere Messungen der kosmischen Strahlung möglich. Ab 1983 begann der Bau großer Neutrinodetektoren, mit denen Sonnenneutrinos und mit den Neutrinos der Supernova 1987A auch erstmals von außerhalb unseres Sonnensystems stammende Neutrinos nachgewiesen wurden.
Moderne Entwicklungen der beobachtenden Astronomie zielen auf erhöhte Präzision, eine noch bessere Ausnutzung und Verknüpfung der verschiedenen Bereiche des elektromagnetischen Spektrums, sowie auf die Sammlung immer größerer Mengen an grundlegenden Daten zu Sternen der Milchstraße und Galaxien im Universum. Hierzu gehören neue Satellitenobservatorien, wie das Weltraumteleskop Hubble, die Entwicklung von Techniken wie aktiver und adaptiver Optik, aber beispielsweise auch die Konstruktion hochempfindlicher Gravitationswellendetektoren, die einen völlig neuen Beobachtungsmodus erschließen sollen. Großprojekte wie LOFAR stellen große Ansprüche an die Computerinfrastruktur, sowohl beim Transport als auch bei der Verarbeitung und Speicherung der gesammelten Datenmengen.

## Beobachtungen
Himmelsbeobachtungen wurden sicher schon in der Steinzeit vorgenommen, denn auf manchen Höhlenmalereien finden sich Andeutungen von Sternbildern. Aus Mesopotamien liegen ab dem 3. Jahrtausend v. Chr. viele astronomische Notizen und auch Messungen von Priesterastronomen vor, u. a. für Zwecke der Berechnung von Planetenbahnen, Konjunktionen und für die Astrologie. In der griechischen Antike wurden bereits Sternkarten und genaue Positionskataloge erstellt sowie eine Skala für Sternhelligkeiten entwickelt.
In der klassischen Astronomie (bis etwa 1850) waren Himmelsbeobachtungen auf visuelle Methoden beschränkt, für die neben hochqualitativen Fernrohren und genügend Erfahrung des Beobachters auch mehrere äußere Faktoren und spezielle Eigenschaften des Auges wesentlich sind – siehe astronomische Beobachtung mit dem Auge. Gegen Ende des 19. Jahrhunderts verlagerte sich die Forschung zunehmend auf Astrofotografie und Spektroskopie, zu der um 1950 die Radioastronomie und ab etwa 1980 Infrarot- und UV-Licht, Röntgenastronomie und sehr lichtempfindliche CCD-Sensoren kamen.

### Nachweis von Objekten und ihrer Struktur

Sternkarte der Umgebung des Sternbildes Orion

Grundlage jeglicher Beobachtung ist es, ein Himmelsobjekt erst einmal nachzuweisen. In vielen Fällen ist es aber schon bei seiner Entdeckung möglich, Strukturen an dem Objekt wahrzunehmen. Der nächste Schritt ist i.a., durch Richtungsmessungen seine Himmelskoordinaten festzustellen, gefolgt durch die Messung von Helligkeit, Farbe und Spektrum.
Viele Sterne sind bereits mit bloßem Auge am Nachthimmel sichtbar. Die Muster, die sie an der Himmelssphäre bilden, Sternbilder oder Konstellationen genannt, weisen den beteiligten Sternen eine ungefähre Position zu und erleichtern die Orientierung am Himmel. Die ältesten der heutigen, durch die Internationale Astronomische Union festgelegten Sternbilder gehen auf die zwölf babylonischen Tierkreiszeichen zurück. Allerdings sind diese Muster nach heutigem Verständnis zufällig (von einzelnen Sternreihen abgesehen) und erlauben keine Rückschlüsse auf die Eigenschaften der beteiligten Sterne.
Aus heutiger Sicht sind insbesondere diejenigen historischen Beobachtungen mit bloßem Auge interessant, die sich auf vergängliche Himmelsphänomene beziehen. Antike Aufzeichnungen über plötzlich aufleuchtende neue Sterne geben Hinweise auf so genannte Novae (das Aufflackern eines der Partner in einem Doppelsternsystem) oder Supernovae (Explosionen am Ende des Lebens eines massereichen Sterns). Berichte von vorbeiziehenden Schweifsternen, oft als Omen gedeutet, oder deren Abbildung etwa auf Münzen, weisen auf die Erscheinung von Kometen hin.

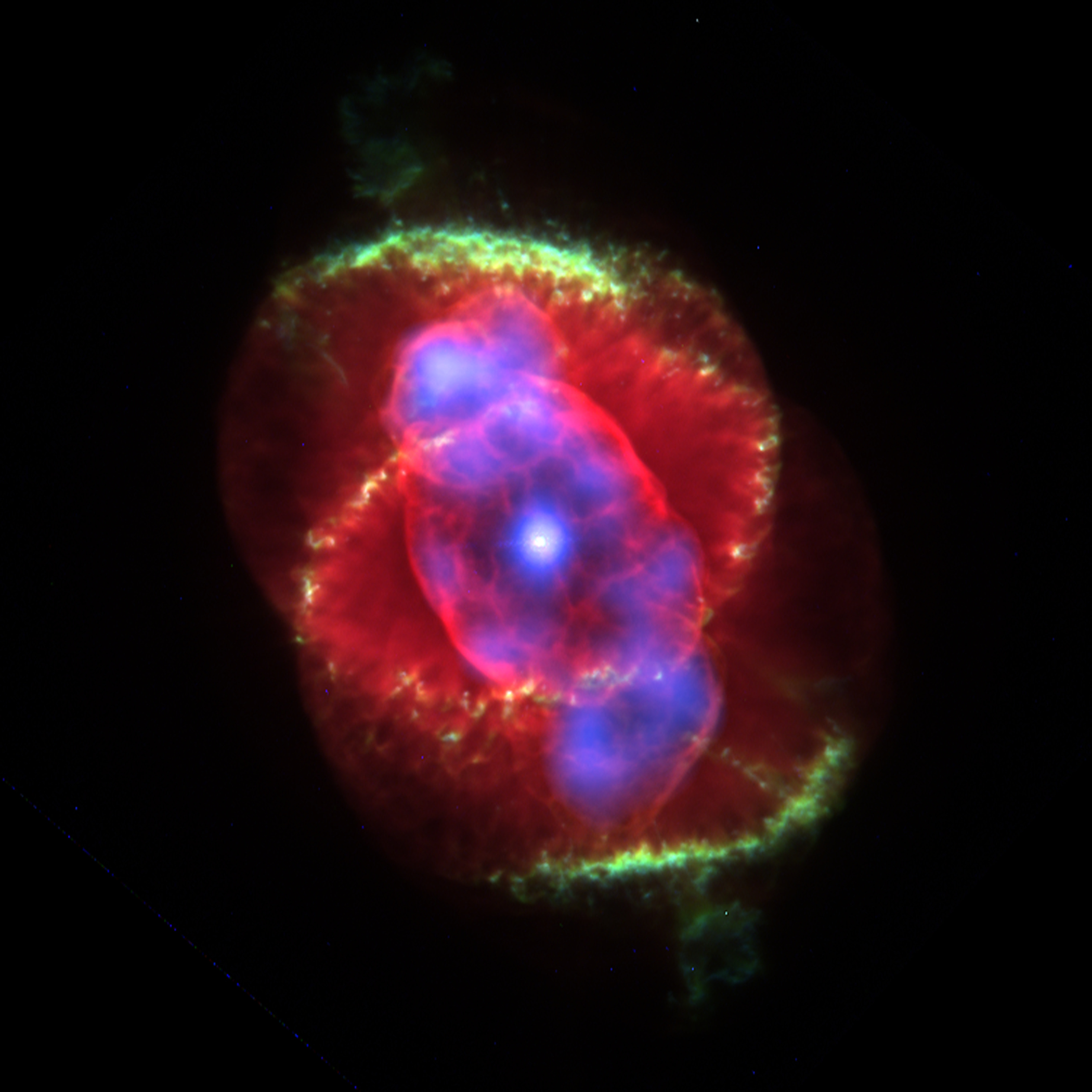
Der Katzenaugennebel, aufgenommen mit dem Hubble-Weltraumteleskop

Aufgrund ihrer großen Entfernung sind Himmelsobjekte, von der Erde aus beobachtet, oft sehr leuchtschwach; für deren Beobachtung muss möglichst viel von ihrem Licht gesammelt werden. Zudem liegen die Details ihrer Struktur aus irdischer Perspektive sehr nahe beieinander; um die Struktur trotzdem nachweisen zu können, ist großes Auflösungsvermögen vonnöten. Beide Anforderungen erfüllen Teleskope, deren große Objektive aus optischen Linsen und gegebenenfalls Spiegeln die Leistungsfähigkeit des menschlichen Auges weit übersteigen. Mit Teleskopen ist es möglich, die Oberflächenstruktur der Planeten und weiterer Körper unseres Sonnensystems zu bestimmen, die Komponenten nahe beieinander stehender Doppelsterne zu trennen, ausgedehnte Strukturen wie Nebel zu kartieren und selbst die Details von Millionen Lichtjahre entfernten Galaxien – bei einigen davon sogar Einzelsterne – nachzuweisen.
Etwa ab dem 18. Jahrhundert wurde begonnen, die beobachteten Objekte systematisch in Katalogen zu erfassen. Die bekanntesten Kataloge sind der Messier-Katalog und der New General Catalogue (sowie der den NGC ergänzende Index Catalogue).
Nur für die allernächsten astronomischen Objekte – den Erdmond und ausgewählte Planeten und ihre Monde – kommt ein direkter Besuch in Betracht, bei dem eine Raumsonde das Objekt von nahem beobachten und vermessen oder gar auf ihm landen kann. Bekannte Beispiele sind die Pioneer-Sonden sowie Voyager 1 und Voyager 2.

### Position am Nachthimmel

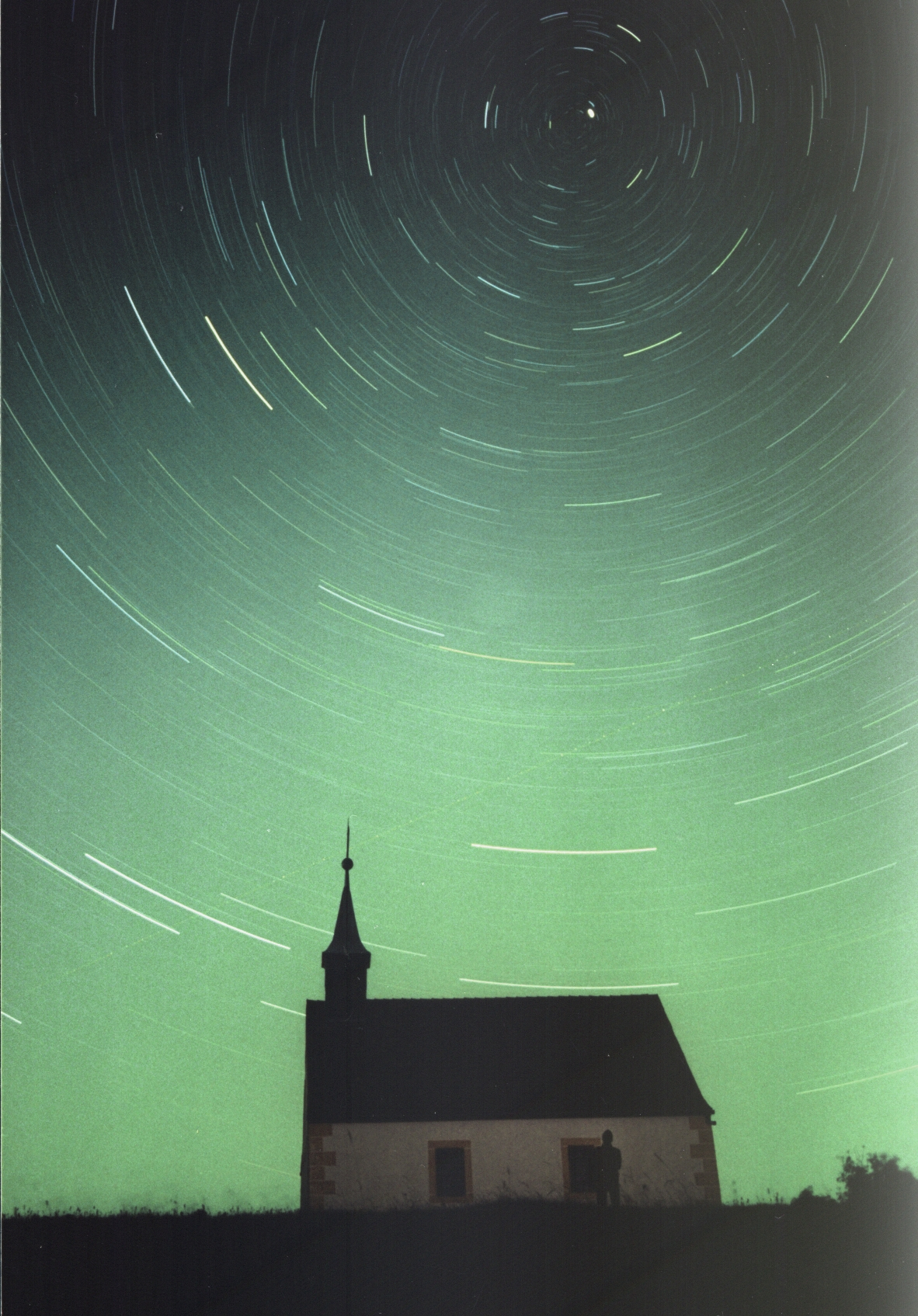
Scheinbare Sternbewegungen über einen Zeitraum von 45 Minuten, sichtbar gemacht durch Langzeitbelichtung

Die Position eines Objekts am Nachthimmel ist eine fundamentale Beobachtungsgröße. Sie kann im Rahmen verschiedener astronomischer Koordinatensysteme angegeben werden. Grundprinzip der Positionsbestimmung am Nachthimmel ist die Messung geeigneter Winkel. Ein Beispiel ist der so genannte Höhenwinkel, der Winkel zwischen der Gerade, die Beobachter und Himmelsobjekt verbindet, und dem Horizont. Die Positionsbestimmung am Himmel, die Astrometrie, hat eine Vielzahl wissenschaftlicher Anwendungen und legt die Grundlagen für so gut wie alle weitergehenden Messungen an Himmelsobjekten.
Die Positionen von Himmelsobjekten, gemessen von einem Beobachter auf der Erde, ändern sich aufgrund der Erddrehung, aber beispielsweise auch aufgrund der Bewegung der Erde um die Sonne. Periodische Änderungen dieser Art sind Grundlage der Kalenderrechnung und waren lange Zeit die Grundlage für alle Arten von Zeitmessung: Bis 1956 war die Länge einer Sekunde über der mittleren Länge eines Sonnentages definiert, danach bis 1967 auf Grundlage des Umlaufs der Erde um die Sonne (so genannte Ephemeridensekunde). Erst seit 1967 ist die Sekunde im Einheitensystem SI über die Eigenschaften bestimmter von Atomen einer spezifischen Sorte ausgesandter Strahlung definiert.
Umgekehrt lässt sich von der Position der Himmelsobjekte auf den Standort des Beobachters schließen. Dies ist die Grundlage der astronomischen Navigation, bei der durch Messungen von Sonnen- oder Sternörtern mit dem Sextanten geografische Breite und Länge des Beobachtungsstandorts ermittelt werden.
Die Entwicklung immer genauerer Instrumente zur Positionsbestimmung ermöglichte einen stetigen Fortschritt bei den Beobachtungen. Bereits einfache Peilungen erlauben es, etwa den Stand der Sonne zu den Zeitpunkten der Sonnenwende festzuhalten. Noch ohne Teleskope gelangen dem dänischen Astronomen Tycho Brahe systematische Beobachtungen der Positionen der damals bekannten Planeten, auf deren Basis Johannes Kepler später die nach ihm benannten Gesetze der Planetenbewegung aufstellte.
Mit dem Aufkommen immer leistungsfähigerer Teleskope gelang ab etwa 1800 die Messung wichtiger astrometrischer Größen. Dazu gehört etwa die Aberration, die den Einfluss der Erdbewegung auf den scheinbaren Sternort ausdrückt, und die für die Entfernungsmessung ferner Objekte so wichtige Parallaxe: je nach Beobachtungsort (z. B. Bahnposition der Erde im Winter verglichen mit jener im Sommer) verschieben sich nähere Sterne perspektivisch vor dem Hintergrund der ferneren Sterne. Auch die Bestimmung der Eigenbewegung von Sternen, die sich wegen der riesigen Entfernungen nur in sehr geringen Änderungen der Sternkoordinaten zeigen, wurde möglich. Genaue Untersuchungen der bekannten Planetenbahnen führten zum Nachweis von Bahnstörungen, die auf die Existenz weiterer Himmelskörper hinwiesen. Dies führte zur Entdeckung des Planeten Neptun und (indirekt) des Zwergplaneten Pluto. Eine anderweitig nicht zufriedenstellen erklärbare Anomalie in der Bahn des Merkur erwies sich letztendlich als Effekt der von Albert Einstein entwickelten Allgemeinen Relativitätstheorie.
Mit dem Aufkommen fotografischer Methoden wurden Techniken möglich, bei denen die relativen Abstände verschiedener Objekte direkt auf der Fotoplatte oder aus elektronischen Bilddaten bestimmt werden. Letzter Stand der Technik sind Astrometriesatelliten wie die Hipparcos-Mission, die über eine Million Sternörter bestimmte, und die Nachfolgemission Gaia. Bei modernen Messungen ist die Genauigkeit so hoch, dass bei der Auswertung bereits die Effekte der relativistischen Lichtablenkung mit eingerechnet werden müssen. Eines der Ziele besteht darin, die winzigen Taumelbewegungen von Sternen nachzuweisen, die von eigenen Planeten mit ähnlichen Massen und Bahnen wie Jupiter oder Saturn umkreist werden, und so zehntausende neuer Planeten ferner Sterne (Exoplaneten) zu entdecken.

### Helligkeit
Mit Methoden der Fotometrie lässt sich die Helligkeit astronomischer Objekte quantitativ erfassen. Wie hell ein Objekt von der Erde aus gesehen erscheint (scheinbare Helligkeit), hängt zum einen von seiner intrinsischen Helligkeit ab, in der Astronomie absolute Helligkeit oder Leuchtkraft genannt, zum anderen von seiner Entfernung von der Erde. Ist die absolute Helligkeit bekannt, lässt sich aus der scheinbaren Helligkeit auf die Entfernung schließen. Objekte, mit denen dies möglich ist, heißen Standardkerzen; die wichtigsten Beispiele sind so genannte Cepheiden-Sterne und Supernovae vom Typ Ia.

Animation eines bedeckungsveränderlichen Doppelsterns mit resultierender Lichtkurve.

Umgekehrt lassen sich dort, wo sich die absolute Helligkeit aus Entfernung und scheinbarer Helligkeit ermitteln lässt, Rückschlüsse auf Objekteigenschaften ziehen. Die so genannten Leuchtkraftklassen der Sterne sind eine der entscheidenden Größen bei der systematischen Erfassung dieses Typs von Objekt. Ihre Systematik ist eine der Säule moderner Theorien zu Sternaufbau und -entstehung. Die große Helligkeit der so genannten Quasare, verbunden mit der geringen Ausdehnung dieser Objekte, zeigte, dass die Quasar-Leuchtkraft durch einen äußerst effektiven Strahlungsmechanismus erzeugt werden muss. Der einzige Mechanismus geeigneter Effektivität ist der Einfall von Materie auf ein äußerst kompaktes Zentralobjekt. Entsprechende Überlegungen führten zum modernen Bild von Schwarzen Löchern als der Energiequelle von Quasaren und anderen aktiven Galaxienkernen.
Auch Veränderungen der Helligkeit erlauben Rückschlüsse auf die Natur des Beobachtungsobjekts. So genannte fotometrische Doppelsterne beispielsweise sind im Teleskop nicht getrennt beobachtbar; die Lichtkurve – die zeitliche Variation der Helligkeit – zeigt aber, dass sich hier regelmäßig ein Stern vor einen anderen schiebt. Informationen über die Umlaufbahn von Doppelsternen wiederum können dazu benutzt werden, die Masse jedes der Partner oder zumindest die Gesamtmasse zu berechnen. Andere periodische Helligkeitsschwankungen veränderlicher Sterne entsprechen Sternpulsationen, bei denen der Stern periodisch größer und wieder kleiner wird.

### Spektren
Die Astrospektroskopie ist eines der Standbeine der beobachtenden Astronomie. Spektrallinien – Emissionslinien und Absorptionslinien – mit ihren für die verschiedenen Atomsorten charakteristischen Wellenlängen ermöglichen Einblick in die chemische Zusammensetzung der meisten Himmelsobjekte. Stärke und Form der Spektrallinien liefern zudem Informationen über die physikalischen Bedingungen (z. B. Temperatur oder Druck) in den beobachteten Objekten.
Gemeinsam mit der Einteilung in Leuchtkraftklassen ermöglicht die Einteilung der Sterne in Spektralklassen ihre Einordnung in ein so genanntes Hertzsprung-Russell-Diagramm. Diese Systematik führte zu den modernen Modellen von Sternentstehung und Sternentwicklung. Allgemein liefert ein Vergleich der Helligkeiten eines Objekts bei unterschiedlichen Wellenlängen Informationen über seine Temperatur und gemäß den Strahlungsgesetzen auch darüber, wie viel Strahlung das Objekt pro Flächeneinheit aussendet. Die Metallizität eines Sterns spiegelt die Zusammensetzung des interstellaren Mediums wider, aus dem der Stern entstanden ist. Da Sterne durch Kernfusion (so genannte stellare Nukleosynthese) nach und nach immer schwerere Elemente produzieren und gegen Ende ihrer Lebensdauer wieder an das interstellare Medium abgeben, nimmt dessen Metallizität im Laufe der Geschichte der Galaxis zu. Systematische Messungen der Metallizität von Sternen führten zum Konzept der Sternpopulationen und liefern Hinweise zur Struktur und Entwicklungsgeschichte der Milchstraße.
Durch die Spektrallinien kann außerdem festgestellt werden, ob das Spektrum eines fernen Objekts insgesamt verschoben ist. Ein Beispiel ist der Dopplereffekt, die Frequenzverschiebung aufgrund der Bewegung eines Objekts, die es erlaubt, zumindest einen Teil der Geschwindigkeit eines fernen Objekts direkt zu messen: die Komponente in Beobachtungsrichtung. Bei so genannten spektroskopischen Doppelsternen kann allein aufgrund der periodischen Verschiebung von Spektrallinien nachgewiesen werden, dass dort ein Objekt um ein zweites kreist.
Spektrale Verschiebungen sind insbesondere für die Kosmologie von großer Wichtigkeit. Im Standardmodell eines expandierenden Universums ist das Licht einer fernen Galaxie im Rahmen der so genannten kosmologischen Rotverschiebung umso stärker in Richtung längerer Wellenlängen verschoben, je weiter die betreffende Galaxie von uns entfernt ist. Messungen der Rotverschiebungen in Kombination mit Entfernungsmessungen sind damit unverzichtbar, um die Evolution des Universums zurückzuverfolgen. Mit ihnen ließ sich beispielsweise die Beschleunigung der kosmischen Expansion nachweisen, Hinweis auf eine neue Energieform, die als Dunkle Energie bezeichnet wird. Andererseits ist die Rotverschiebung damit ein direktes Maß für die Entfernung ferner Galaxien und Aktiver Galaxienkerne, deren Entfernung sich nicht anderweitig bestimmen lässt. Entsprechende „Redshift Surveys“, systematische Galaxien-Durchmusterungen mit Auswertung der Rotverschiebungen, liefern wichtige Informationen zur Evolution von Galaxien.

### Untersuchungen bei verschiedenen Wellenlängen

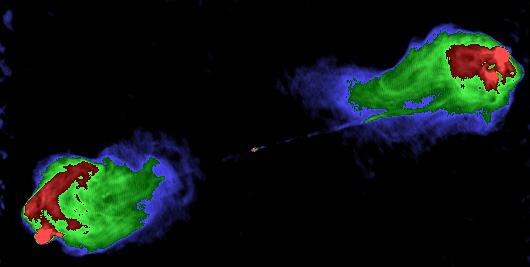
Falschfarbenbild der Radiogalaxie Cygnus A

Während des Großteils ihrer Geschichte beschränkte sich die Astronomie bei der Beobachtung der Himmelskörper auf den Bereich des sichtbaren Lichts. Die moderne Astronomie dagegen nutzt Beobachtungen aus weiten Teilen des elektromagnetischen Spektrums, die sich gegenseitig ergänzen. Astronomische Beobachtungsmethoden, die mehrere Wellenlängenbereiche des Elektromagnetischen Spektrums verwenden, werden als Multiwellenlängen-Astronomie bezeichnet.

#### Radiowellen
Die Radioastronomie beobachtet im Wellenlängenbereich zwischen Millimetern und hunderten von Kilometern. Die Mehrheit der astronomischen Objekte strahlt in diesem Bereich nur schwach; umso deutlicher sichtbar sind selbst fernste starke Radioquellen, zumal Radiowellen von interstellaren Staub- und Nebelwolken kaum absorbiert werden. So werden ferne Radiogalaxien, aber auch Zwerggalaxien hinter der galaktischen Scheibe gut beobachtbar. Auch die meisten Pulsare – rotierende Neutronensterne, von denen sich auf der Erde höchst regelmäßige, pulsartige Signale auffangen lassen – sind im Radiobereich beobachtbar. In den Mikrowellenbereich fallen auch die wichtigsten Beobachtungen der kosmischen Hintergrundstrahlung, die vor rund 14 Milliarden Jahren entstand. Sie gibt Aufschluss über die Zustände im frühen, heißen Universum, bloße 400.000 Jahre nach dem Urknall.

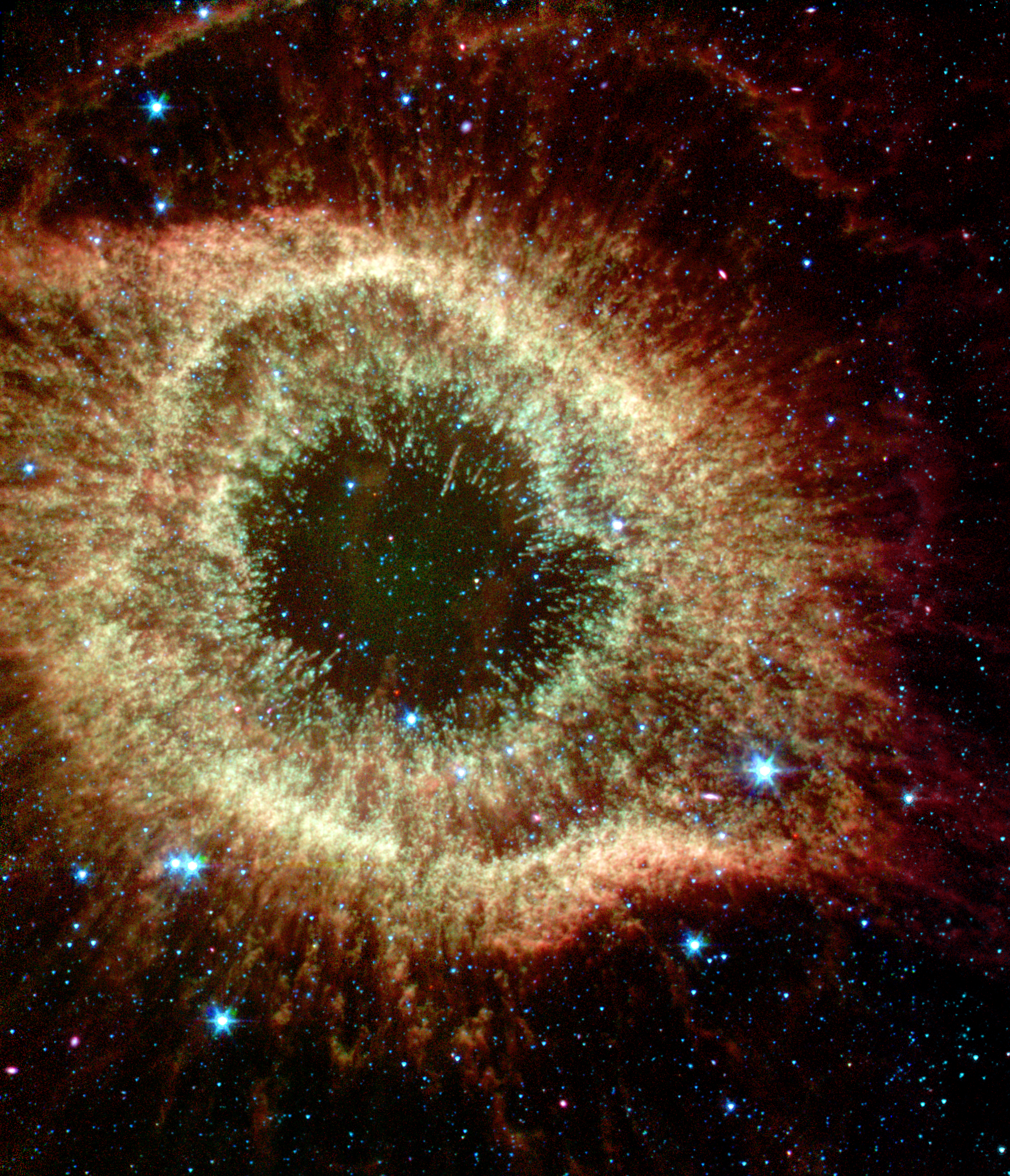
Infrarot-Aufnahme des Helixnebels mit dem Spitzer-Weltraumteleskop

Den Mikrowellenbereich nutzt auch die Radarastronomie, deren Techniken allerdings nur auf unsere kosmische Nachbarschaft im Sonnensystem anwendbar sind: Mit Hilfe eines Radioteleskops werden Mikrowellen hoher Intensität in Richtung eines astronomischen Objekts gesendet und das reflektierte Signal wird aufgefangen. So lassen sich beispielsweise die Oberflächen von Planeten, aber auch von Asteroiden und einigen Kometen vermessen.

#### Infrarotstrahlung
Die Infrarotastronomie, mit Wellenlängen zwischen 700 nm und 300 μm, eignet sich zum einen zur Beobachtung vergleichsweise kalter Objekte wie Brauner Zwerge und solcher Sterne, die tief im Inneren von Molekülwolken eingebettet sind. Zudem ist der interstellare Staub bei solchen Wellenlängen weit durchsichtiger als für sichtbares Licht; so werden ansonsten hinter Staub verborgene Gebiete sichtbar, etwa die Kerne von Infrarotgalaxien, gerade erst in Entstehung befindliche Protosterne sowie das Zentrum unserer eigenen Galaxie, samt der direkten Umgebung des darin enthaltenen supermassereichen Schwarzen Lochs.

#### Ultraviolettstrahlung
Auf die Infrarotstrahlung folgt das sichtbare Licht, Beobachtungsbereich der bereits oben angesprochenen visuellen Astronomie. Jenseits davon liegt der Bereich der Ultraviolettastronomie, mit Wellenlängen zwischen 10 und 380 nm. Hier lassen sich besonders gut sehr heiße Sterne beobachten. In diesem Wellenlängenbereich liegen zudem besonders viele Spektrallinien. So liefern UV-Beobachtungen wichtige Erkenntnisse über alle Phänomene, in denen Spektrallinien – oder ihre Verschiebung – eine Rolle spielen, etwa über Doppelsterne oder über Materieflüsse in der Umgebung von Sternen. Andererseits ist dieser Wellenlängenbereich günstig, um anhand von Absorptionslinien die Eigenschaften des interstellaren Mediums zu bestimmen, das sich im Raum zwischen dem Beobachter und dem beobachteten fernen Objekt befindet.

#### Röntgen- und Gammastrahlung

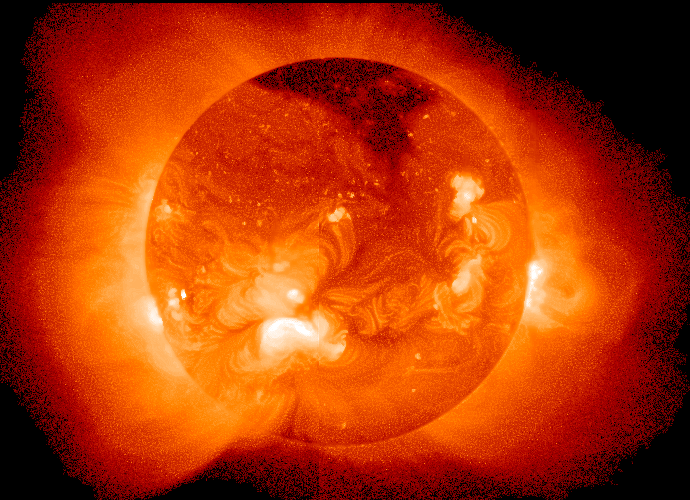
Unsere Sonne im Röntgenlicht, beobachtet mit dem Satellitenteleskop Yohkoh

Die Röntgenastronomie im Wellenlängenbereich zwischen 12 nm und etwa 2,5 pm widmet sich, dem Zusammenhang zwischen der Temperatur eines Objekts und der von ihm vorwiegend ausgesandten Strahlung folgend, vornehmlich sehr heißen Objekten. Dazu zählen die Akkretionsscheiben von Schwarzen Löchern sowie Röntgendoppelsterne. Weitere typische astronomische Röntgenquellen sind heißes Gas, das sich in den Zentren von Galaxienhaufen sammelt, Schockfronten in der Atmosphäre junger Sterne oder die Korona von älteren Sternen wie unserer Sonne.
Die Gammaastronomie schließlich weist Strahlung mit Wellenlängen im Pikometerbereich und darunter nach. Beobachtungsobjekte sind wiederum Schockfronten und die Umgebung Schwarzer Löcher, also aktive Galaxienkerne und Mikroquasare. Außerdem werden so genannte Gammablitze untersucht: kurze, äußerst energiereiche Ereignisse, als deren Quelle je nach Dauer bestimmte Arten von Supernova-Explosionen oder die Verschmelzung von Neutronensternen angenommen werden.

### Astroteilchenphysik

Beispiel für einen kosmischen Teilchenschauer

Zusätzlich zu elektromagnetischer Strahlung sind auf der Erde bestimmte Arten von Teilchenstrahlung nachweisbar, die aus dem Weltraum stammen. Sie sind das Untersuchungsobjekt der beobachtenden Astroteilchenphysik.
Die so genannte primäre kosmische Strahlung besteht vorwiegend aus Protonen, Elektronen und vereinzelten schwereren (und komplett ionisierten) Atomkernen. Einen Teil davon macht der so genannte Sonnenwind aus. Sekundäre kosmische Strahlung entsteht, wenn diese Teilchen mit den Atomen der Erdatmosphäre zusammenstoßen. Kandidaten für Quellen der galaktischen und extragalaktischen kosmischen Strahlung sind die Schockfronten von Supernova-Explosionen sowie fokussierte Jets, die in der unmittelbaren Umgebung Schwarzer Löcher und anderer kompakter Objekte entstehen.
Eine weitere Art auf der Erde nachweisbarer kosmischer Teilchenstrom sind kosmische Neutrinos, die beispielsweise während Supernova-Explosionen erzeugt werden. Bislang konnten Neutrinos der Sonne und von der Supernova 1987A nachgewiesen werden. Das – noch unerreichte – Ziel größerer Detektoren ist es zudem, Neutrinos von nahen Aktiven Galaktischen Kernen nachweisen zu können. Ein weiteres Ziel der Astroteilchenphysik ist die Erforschung der so genannten dunklen Materie, die sich bislang nur indirekt durch ihre Gravitationswirkung nachweisen lässt. Es wird angenommen, dass diese Materie aus einer bislang unbekannten Spezies von Elementarteilchen besteht; Teilchendetektoren wie CRESST oder EDELWEISS sollen diese Teilchen nachweisen. Auch höchstenergetische elektromagnetische Gammastrahlung, die sich nicht mit Teleskopen, sondern nur mit Teilchendetektoren nachweisen lässt, wird der Astroteilchenphysik zugerechnet.

### Gravitationswellenastronomie
Bislang noch unrealisiert ist die Gravitationswellenastronomie. Hier sind die Informationsträger keine elektromagnetischen Wellen oder Elementarteilchen, sondern Verzerrungen der Raumzeit selbst, die sich mit Lichtgeschwindigkeit ausbreiten. Vorausgesagt wird die Existenz dieser Wellen von der allgemeinen Relativitätstheorie; indirekt nachgewiesen wurden sie durch herkömmliche astronomische Beobachtungen an Doppelsternsystemen wie PSR J1915+1606. Am direkten Nachweis arbeiten Gravitationswellendetektoren wie VIRGO, GEO600 und die LIGO-Detektoren. Das Ziel ist, durch Messungen der damit assoziierten Gravitationswellen Informationen über kosmische Ereignisse wie die Verschmelzung von Neutronensternen und Schwarzen Löchern, asymmetrische Supernova-Explosionen oder Phasenübergänge im frühen Universum zu erhalten.

## Instrumente und Methoden

### Uhren
Einige der ältesten astronomischen Instrumente dienen dazu, die Bewegung der Himmelskörper zur Zeitbestimmung zu nutzen. Bekanntestes Beispiel sind die Sonnenuhren, die sich den Lauf der Sonne zunutze machen. Aber auch für allgemeiner einsetzbare Instrumente wie Astrolabien war die Zeitbestimmung aus der Position bestimmter Sterne eine wichtige Anwendung.
Andererseits ist für exakte Positionsmessungen eine von der Himmelsbewegung unabhängige Zeitmessung unabdingbar. Erste astronomische Anwendungen sind aus dem 14. Jahrhundert überliefert, und die Entwicklung mechanischer Uhren war eng mit der Astronomie verbunden. Neben den wissenschaftlichen Uhren standen dabei repräsentative Ausführungen astronomischer Uhren, die direkt die Bewegung von Sonne, Mond und Planeten wiedergaben.
Von der Entwicklung präziser Chronometer (zur Bestimmung der geografischen Länge) bis zum ersten öffentlichen Zeitdienst (des Harvard College Observatory ab Dezember 1851) setzte sich die gemeinsame Entwicklung von Zeitmessung und Astronomie fort. Grundlage der Zeitmessung in der modernen beobachtenden Astronomie ist die internationale Atomzeit TAI, die auf dem Umweg über das Satellitennavigationssystem GPS mit vergleichsweise geringem Aufwand und hoher Genauigkeit weltweit zugänglich ist. Genaue Zeitmarken werden in der Astrometrie, aber beispielsweise auch beim Zusammenschalten weit entfernter Radioteleskope (Very Long Baseline Interferometry), bei der Laser-Entfernungsbestimmung, bei Radarmessungen und beim Nachweis winziger Unregelmäßigkeiten in den ansonsten höchst regelmäßigen, von Pulsaren empfangenen Signalen angewendet.

### Optische Teleskope

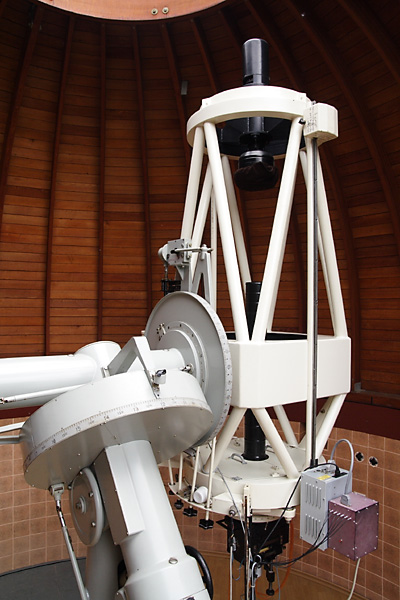
Teleskop mit 60 cm Spiegeldurchmesser in Ostrowik (in der Nähe von Warschau)

Seit ihrer ersten dokumentierten Benutzung durch Galileo Galilei sind Teleskope die zentralen Beobachtungsinstrumente der Astronomie. In einem optischen Teleskop wird durch geeignete Anordnungen von Linsen und/oder Spiegeln Licht von einer weit größeren Auffangfläche gesammelt als der des menschlichen Auges. Das gesammelte Licht wird zu einem Bild des Objekts kombiniert, welches zudem eine höhere Winkelauflösung gegenüber dem Auge aufweist.
Kernstück jedes Teleskops ist die Optik. In der professionellen Astronomie sind die reinen Linsenteleskope (Refraktoren) weitgehend durch Spiegelteleskope verdrängt worden, die sich deutlich größer (und damit leistungsfähiger) konstruieren lassen. Im Falle von Schmidt-Kameras oder ähnlichen Teleskopen kommen dabei vor der Spiegelanordnung noch spezielle Korrekturlinsen zum Einsatz. Die größten in Planung befindlichen Teleskope sind das Thirty Meter Telescope (30 Meter Durchmesser) und das E-ELT, das „European Extremely Large Telescope“, dessen Durchmesser bei 39 m liegen wird.
Amateurastronomen benutzen kleinere Instrumente von etwa 10 bis 30 cm, oft in Bauweisen, die preiswerter herzustellen sind als die der professionell genutzten Teleskope. Beispiele sind das Newton-Teleskop – insbesondere in der sehr einfachen Dobson-Montierung – und das Schmidt-Cassegrain-Teleskop.
Aus Stabilitätsgründen sind professionelle Teleskope getrennt vom sie umgebenden Gebäude auf einem eigenen Fundament gelagert. Schützende Kuppeln halten Wettereinflüsse ab und verhindern, dass sich Teleskope durch Sonneneinstrahlung erwärmen und durch thermische Ausdehnung oder Winddruck ihre Form ändern.
Für fast alle wissenschaftlichen Beobachtungen ist es nötig, die Erddrehung durch eine langsame Teleskopdrehung in Gegenrichtung auszugleichen. Die längste Zeit waren dafür parallaktische Montierungen üblich, bei denen das Teleskop so ausgerichtet wird, dass der Ausgleich der Erddrehung durch die Drehung um eine einzige mechanische Achse erfolgt. Demgegenüber bieten nichtparallaktische Montierungen (insbesondere die altazimutale Montierung) den Vorteil höherer mechanischer Stabilität, so dass sie mehr und mehr bei modernen Großteleskopen eingesetzt werden. Allerdings erfordern sie zusätzlich zur Nachführung des Teleskops noch eine relative Drehung von Kamera und Teleskop; sonst würde zwar immer der gleiche Himmelsabschnitt beobachtet, aber die Orientierung der abgebildeten Himmelsregion würde sich mit der Zeit relativ zur Kamera drehen. Die Steuerung moderner Teleskope erfolgt durchweg über Computer.
Für die Sonnenbeobachtung, bei der nicht geringe, sondern im Gegenteil sehr große Helligkeit die Anforderungen bestimmt, sind eine Reihe spezialisierter Instrumente in Gebrauch. Oftmals sind Sonnenteleskope in festgelegter Orientierung angebracht; die Spiegel eines so genannten Coelostaten, die der Sonne nachgeführt werden, reflektieren das Sonnenlicht in das Teleskop. Das Innere von Sonnenteleskopen ist in der Regel evakuiert, da die sich aufheizende Luft das Bild verzerren würde. In Koronografen wird die Sonnenscheibe künstlich abgedeckt, um die Sonnenkorona untersuchen zu können.

### Astrofotografie und elektronische Bilderfassung

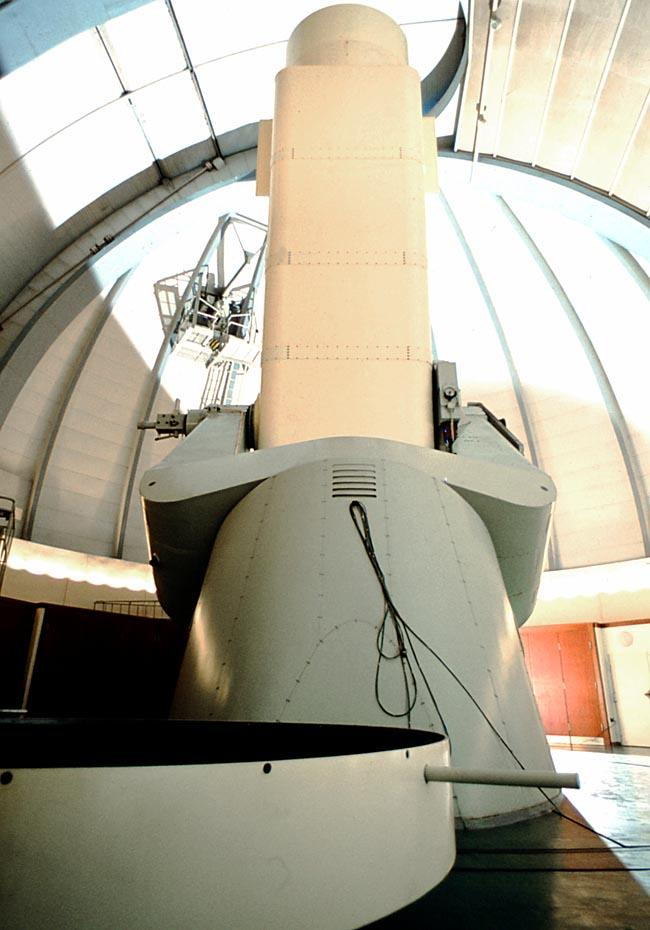
Das Alfred-Jensch-Teleskop der Thüringer Landessternwarte: die weltgrößte Schmidt-Kamera

Vor der Erfindung der Fotografie war alle Astronomie allein vom Auge abhängig. Sobald das Filmmaterial lichtempfindlich genug geworden war, setzten sich in der gesamten Astronomie fotografische Methoden durch: Das menschliche Auge wertet jeweils nur die Eindrücke von Sekundenbruchteilen aus, während eine Fotografie so lange Licht sammelt, wie der Verschluss geöffnet ist. Das entstehende Bild wird auf lange Zeit festgehalten, so dass viele Astronomen dieselben Daten nutzen und auswerten können. Die Astrofotografie benutzt spezielle Fotofilme oder Glasplatten, die mit fotografischer Emulsion beschichtet sind. Bestimmte Teleskoparten wie die Schmidt-Kamera sind von vornherein auf den Einsatz im Verbund mit einer Kamera ausgerichtet und erlauben keine Beobachtung mit bloßem Auge.
Zur Auswertung von Fotoplatten dienten spezielle Instrumente. Ein Beispiel sind Geräte, die zum genauen Vermessen der Objektpositionen dienten; ein weiteres Beispiel sind Blinkkomparator oder Stereokomparator, die den Vergleich zweier Aufnahmen ermöglichten und zur Suche nach Objekten wie Asteroiden oder Kometen dienten, deren Position relativ zum Fixsternhimmel sich rasch verändert.
Das Foto spielte über ein Jahrhundert lang eine entscheidende Rolle in der beobachtenden Astronomie. Heute ist die Kenntnis fotografischer Methoden für professionelle Astronomen freilich fast nur noch nützlich, um die Eigenschaften derjenigen Daten früherer Durchmusterungen einschätzen zu können, die in Form von Fotoplatten vorliegen: Als Aufzeichnungsmittel wurden Fotos in den letzten 30 Jahren so gut wie komplett von digitalen Sensoren wie CCDs (auch in digitalen Fotoapparaten verwandt) und CMOS-Chips abgelöst, die eine deutlich höhere Lichtempfindlichkeit haben als Film. Spezialgebiete wie die Fotometrie und die Interferometrie nutzen elektronische Detektoren, etwa Photomultiplier, schon erheblich länger.
Elektronische Beobachtungen haben den Vorteil, dass die betreffenden Rohbilder ohne Entwicklungsverfahren direkt nach der Beobachtung zugänglich sind. Die Bilddaten lassen sich zudem direkt im Computer weiterverarbeiten.
Messungen mit elektronischen Detektoren folgen einem charakteristischen Ablauf: Im einfachsten Fall wird zunächst mit einer Testaufnahme bei völliger Dunkelheit (etwa bei abgedecktem Teleskop) festgestellt, welches Signal der Detektor liefert, wenn kein Licht auf ihn fällt. Dann wird durch Beobachtung einer gleichmäßig ausgeleuchteten weißen Fläche ermittelt, in welchem Maße einige Detektorregionen empfindlicher sind als andere. Die Daten beider Testaufnahmen werden später herangezogen, um die astronomischen Aufnahmen entsprechend zu korrigieren.

### Umgang mit den Effekten der Erdatmosphäre

Verzerrung und Verschiebung des Bildes eines Sterns aufgrund atmosphärischer Effekte (Negativdarstellung)

Optische und Radioastronomie können vom Erdboden aus durchgeführt werden, da die Atmosphäre für Licht der betreffenden Wellenlängen relativ durchlässig ist. Observatorien sind oft in großen Höhenlagen angesiedelt, um die Absorption und Verzerrung durch die Erdatmosphäre ebenso wie die Beeinträchtigung durch Wolken zu minimieren. Einige Wellenlängen des infraroten Lichts werden durch Wasserdampf stark absorbiert. Manche Bergspitzen haben eine hohe Zahl wolkenfreier Tage und besitzen allgemein gute atmosphärische Bedingungen (also gute Sichtbedingungen). Die Spitzen der Inseln Hawaii und La Palma haben diese Eigenschaften, und auch bestimmte im Inland gelegene Örtlichkeiten bieten geeignete Bedingungen, zum Beispiel Paranal, Cerro Tololo und La Silla in Chile.
Beobachtungen vom Boden werden durch eine Reihe von Störeffekten beeinträchtigt. Luftbewegungen in der Atmosphäre führen dazu, dass sich die Bilder astronomischer Objekte über kurze Zeitskalen hin verschieben und verzerren. Das so genannte Seeing (die Bildunschärfe durch Luftturbulenzen) begrenzt unter den gegebenen Bedingungen das theoretische Auflösungsvermögen des Teleskops oft erheblich. Es kann im sichtbaren Teil des Spektrums schon bei Öffnungen von 15 bis 20 Zentimetern merklich werden und macht bei größeren Teleskopen i. d. R. den Großteil der Unschärfe aus. Eine Reihe von Verfahren wie adaptive Optik, Speckle-Interferometrie und Lucky Imaging ermöglicht es aber, die atmosphärischen Effekte zumindest zum Teil auszugleichen.

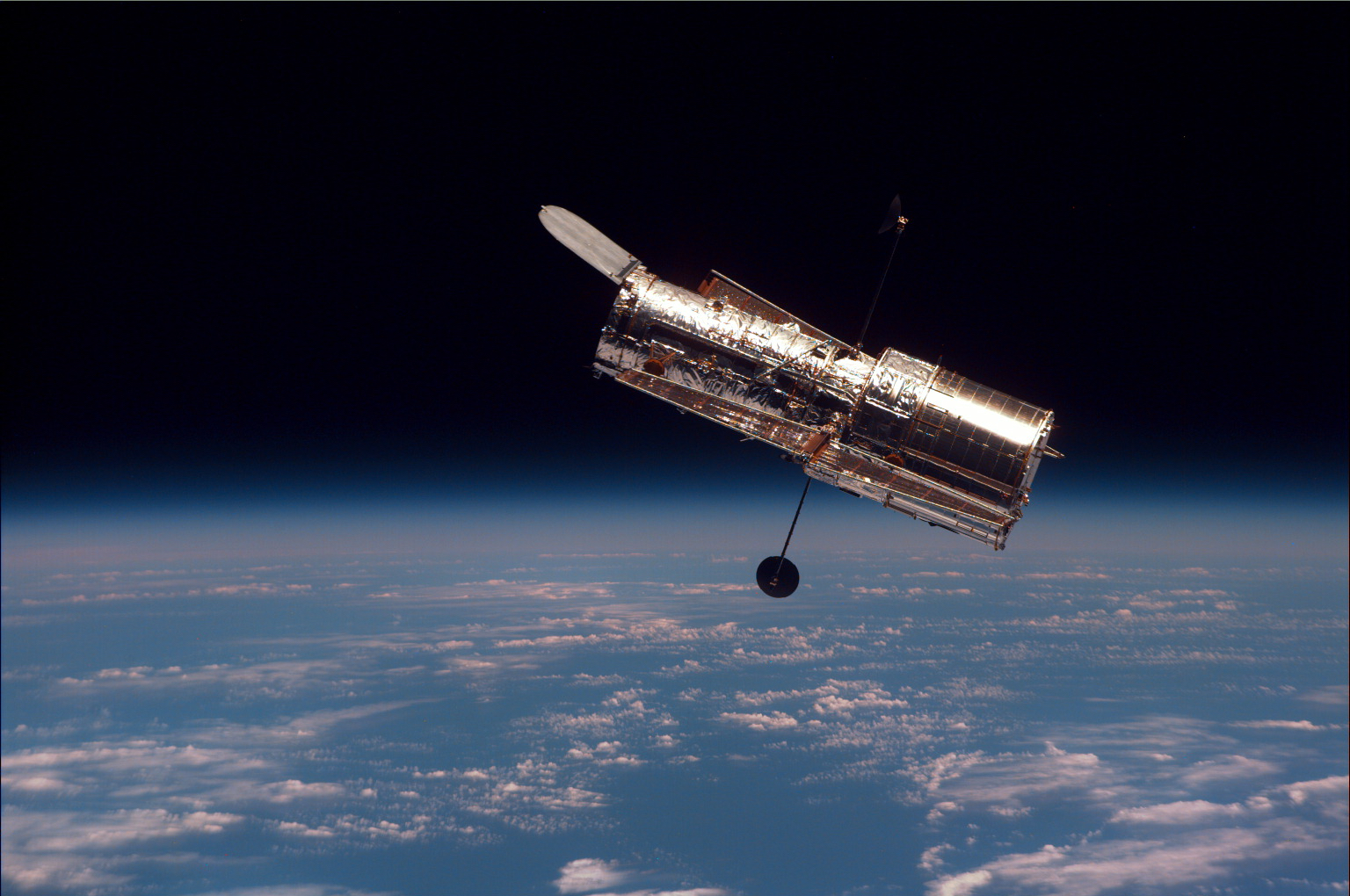
Das Hubble-Weltraumteleskop

Die Dunkelheit der Nacht ist ein wichtiger Faktor in der beobachtenden Astronomie. Durch die zunehmende Größe und Bevölkerungsdichte von Städten wächst auch die Menge künstlichen Lichts in der Nacht. Durch künstliche Lichtquellen entsteht eine diffuse Hintergrundbeleuchtung, die das Beobachten schwach leuchtender Objekte erschwert. An einigen Orten, wie etwa im US-Bundesstaat Arizona oder in Großbritannien, wurden bereits offizielle Maßnahmen zur Reduktion solcher Lichtverschmutzung getroffen. Die Benutzung geeigneter Lampenschirme bei Straßenlaternen beispielsweise mindert nicht nur die in den Himmel abgestrahlte Lichtmenge, sondern sorgt auch für bessere Beleuchtung am Boden. Ein Teil der Lichtverschmutzung lässt sich bei astronomischen Beobachtungen durch Filter ausgleichen. Lässt ein Filter nur dasjenige Licht durch, in dem das anvisierte Objekt besonders hell leuchtet (beispielsweise Nebelfilter für einzelne Spektrallinien), wird ein Großteil des Streulichts ausgeblendet.
Auch jenseits der Fragen nach Auflösungsvermögen und Lichtverschmutzung muss der Einfluss der Atmosphäre bei irdischen Messungen berücksichtigt werden. Zum einen wird das Licht eines fernen Himmelsobjekts in der Atmosphäre teilweise absorbiert, und zwar umso stärker, je tiefer das Objekt vom Beobachter aus gesehen über dem Horizont steht (so genannte Extinktion). Das muss eingerechnet werden, wenn es gilt, die Helligkeit eines Objekts entweder direkt zu messen oder mit der eines anderen Objekts zu vergleichen. Andererseits wird das einfallende Licht in der Erdatmosphäre gebrochen; dies beeinflusst die scheinbare Position eines Objekts am Himmel (so genannte astronomische Refraktion). Auch dieser Effekt ist davon abhängig, wie hoch das Objekt über dem Horizont steht.
Sowohl um die Störeffekte der Atmosphäre für Beobachtungen im sichtbaren Licht zu umgehen wie auch für Beobachtungen von Röntgen-, Gammastrahlen-, UV- und (mit kleinen Ausnahmen, so genannten Wellenlängen-Fenstern) Infrarotlicht ist es sinnvoll, die Atmosphäre zu überwinden. Eine Möglichkeit sind Ballonteleskope wie beispielsweise BOOMERanG oder Teleskope in hochfliegenden Flugzeugen, wie das Lear Jet Observatory, das Kuiper Airborne Observatory oder SOFIA. Noch höher hinaus geht es mit Weltraumteleskopen wie dem Hubble-Weltraumteleskop, dem James-Webb-Weltraumteleskop, Röntgensatelliten wie ROSAT oder dem Mikrowellenteleskop WMAP. Auch die Radioastronomen versuchen den irdischen Störquellen zu entgehen, welche die schwachen Radiosignale astronomischer Objekte zu überlagern drohen. Eine Reihe von Radioastronomie-Satelliten ist im Einsatz; nachgedacht wird außerdem über ein Radioteleskop auf der erdabgewandten Seite des Mondes.

### Fotometrie
Zur Fotometrie, der Messung der Helligkeit eines gegebenen Objekts, werden heutzutage zumeist Vergleichsverfahren angewandt. Anstatt den Strahlungsfluss des betreffenden Objekts direkt zu messen, wird dieser mit dem Strahlungsfluss eines nahegelegenen Referenzobjekts verglichen, dessen Helligkeit aus systematischen Messungen bekannt ist.
Moderne fotometrische Messungen nutzen eine Eigenschaft der CCD-Detektoren, die zur astronomischen Bilderfassung eingesetzt werden: Über einen weiten Helligkeitsbereich ist die Helligkeit des per CCD elektronisch erfassten Bildes eines Objekts proportional zu dessen (scheinbarer) Helligkeit. Wichtig ist dabei die Berücksichtigung nicht nur der charakteristischen Eigenschaften des Detektors, sondern auch der Extinktion. Dies kann geschehen, indem die Helligkeit des Beobachtungsobjekts bei verschiedenen Höhen über dem Horizont gemessen wird; diese Daten erlauben es, zu extrapolieren, wie hell das Objekt ohne den Einfluss der Erdatmosphäre wäre.
In Verbindung mit Filtern stellen Helligkeitsmessungen zudem eine Vorstufe der Spektrometrie dar. Filter lassen nur Strahlung aus einem begrenzten Teil des Spektrums eines Objekts durch; Helligkeitsmessungen bei vorgeschalteten Filtern geben daher einen groben Überblick über das Spektrum etwa eines Sterns. Ein geeignet gewähltes System von Standardfiltern, etwa das verbreitete UBV-System, ermöglicht es, den Spektraltyp eines Sterns und die Temperatur seiner äußeren Schichten zu bestimmen.

### Spektroskopie

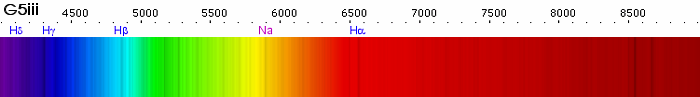
Spektrum eines Sterns der Spektralklasse G

In Kombination mit einem Teleskop ist das Spektroskop ein Standardinstrument der Astronomie. Frühe Spektroskope zerlegten das Licht mit Hilfe von Prismen in seine verschiedenen Wellenlängen; vor Einführung der Astrofotografie war ein solches Prisma direkt in das Okular des Teleskops eingebaut.
Moderne Spektroskope sind als Spektrografen ausgeführt: Das Spektrum wird auf Film oder durch Detektoren aufgezeichnet. Mit Spektrografen kann das Licht ein und desselben astronomischen Objekts bei langer Belichtung aufgenommen werden; so lassen sich auch die Spektren schwacher Objekte bestimmen, etwa die entfernter Galaxien. Das Auflösungsvermögen – der kleinste Abstand zweier Spektrallinien, die noch voneinander unterschieden werden können – ergibt sich dabei aus dem Auflösungsvermögen und der Brennweite der Kamera, der maximalen Belichtungszeit und dem Auflösungsvermögen des zur Lichtzerlegung eingesetzten Elements. Letzteres ist in modernen Instrumenten so gut wie immer ein optisches Beugungsgitter. Zum einen reduziert die Verwendung von Gittern im Vergleich zu Prismen den Lichtverlust. Außerdem können Gitter so geformt werden, dass eine bestimmte Beugungsordnung besonders hell erscheint; so lässt sich bei niedrigen Ordnungen eine besonders hohe Auflösung des Spektrums erreichen. Vereinfacht gesagt entstehen bei der Lichtzerlegung verschiedene Spektralbilder ein und desselben Objekts; bei diesen speziellen Gittern ist eines davon besonders hell. Besonders effektiv sind die so genannten Echelle-Spektrografen, bei denen die höheren Ordnungen eines herkömmlichen Beugungsgitters auf ein zweites Gitter fallen, das Echellegitter, welches senkrecht zum ersten Gitter angeordnet ist und die höheren Ordnungen voneinander trennt.

### Wellenlängen jenseits des sichtbaren Lichts

Schüssel des Radioteleskops Effelsberg

Das Grundprinzip von Teleskopen bei anderen Wellenlängen ist dasselbe wie für sichtbares Licht: Eine Optik sammelt die ankommende Strahlung und leitet sie auf einen Detektor. Insbesondere die Art des Detektors ist für den untersuchten Strahlungsbereich charakteristisch.
Für Ultraviolettteleskope unterscheidet sich die Optik nicht merklich von der für den Einsatz mit sichtbarem Licht; allerdings erfordern bestimmte Wellenlängen den Einsatz besonders beschichteter Spiegel. Ähnliches gilt für die Infrarotastronomie; dort liegt der Hauptunterschied in der Kühlung aller Teleskopkomponenten, die notwendig ist, um störende Wärmestrahlung auszuschalten.
Radioteleskope dagegen bieten ein merklich anderes Erscheinungsbild als ihre optischen Pendants. Die kleinste erreichbare Auflösung ergibt sich allgemein aus dem Verhältnis der Wellenlänge der aufgefangenen Strahlung und des Durchmessers jener Fläche, mit der die Strahlung gesammelt wird. Aufgrund der langen Wellenlängen der Radiowellen sind daher sehr große „Schüsseln“ notwendig, um „Radiobilder“ mit hinreichend guter Auflösung zu erzeugen. Dank technischer Fortschritte erreichen Radioteleskope mittlerweile Auflösungen von weniger als einer tausendstel Bogensekunde.

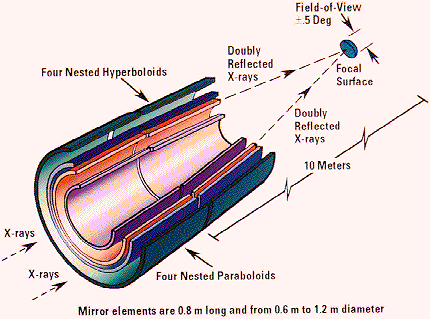
Wolter-Teleskop-Optik des Röntgensatelliten Chandra

Röntgenteleskope – aufgrund der Undurchlässigkeit der Atmosphäre für Röntgenstrahlung nur in Form von Satellitenteleskopen wie ROSAT oder Chandra ausgeführt – haben ihrerseits einen charakteristischen Aufbau, der darauf zurückzuführen ist, dass sich Röntgenlicht mit herkömmlichen Spiegeln nicht zurückwerfen lässt. Bis zu einer oberen Energiegrenze, die bei rund 10 keV liegt, kommen so genannte Wolterteleskope zum Einsatz, an deren ineinander verschachtelten Spiegeln flach einfallende Röntgenstrahlung reflektiert wird. Bei darüber liegenden Energien besteht die „Optik“ in Kollimatoren, die lediglich Röntgenstrahlung aus einer ganz bestimmten Richtung durchlassen, oder aus „kodierten Masken“, an deren Schattenwurf sich die Richtung einfallenden Röntgenlichts ablesen lässt. Als Detektoren können beispielsweise CCDs, andere Halbleiterdetektoren und Szintillationszähler zum Einsatz kommen.

### Instrumente zur Positionsbestimmung

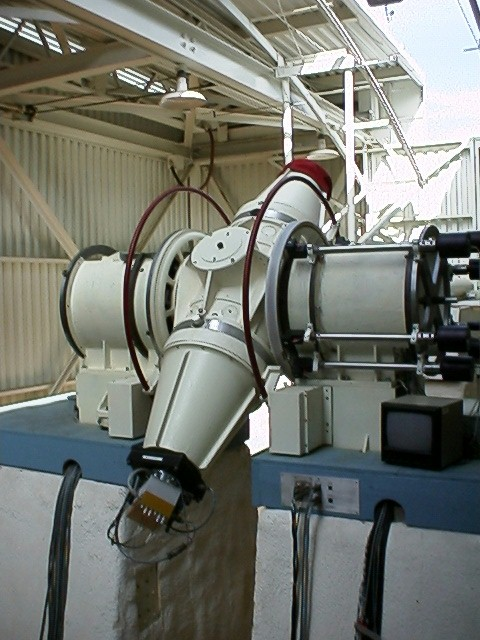
Automatisierter Meridiankreis des U.S. Naval Observatory

Grobe Richtungsbestimmungen sind überall dort möglich, wo über zwei Bezugsobjekte gepeilt werden kann. So war es bereits mit dem jungsteinzeitlichen Steinkreis von Stonehenge möglich, die Position der Sonne zum Zeitpunkt der Sonnenwende festzuhalten und anschließend mit Hilfe der geeignet positionierten Steine auf die Wiederkehr dieses Zeitpunkts zu schließen.
Genauere Peilvorrichtungen wie Jakobsstab, einfache Quadranten oder Armillarsphäre ermöglichten bereits mit bloßem Auge quantitative Messungen, bevor die Verbindung von Teleskop und Peilvorrichtung zur Entwicklung genauerer Messinstrumente führte, von handgehaltenen Sextanten für die Navigation bis hin zu astronomischen Theodoliten. Ein wichtiges Instrument sind Meridiankreise oder Passageinstrumente, die nur in einer Ebene (vom Südpunkt zum Zenit zum Nordpunkt) schwenkbar sind; gemessen wird, wann und in welcher Höhe ein Planet oder Stern die Beobachtungsrichtung passiert (Sterndurchgang). Sternbedeckungen durch den Mond, Asteroiden oder Planeten – seltener auch gegenseitige Sternbedeckungen – geben Gelegenheit, die relativen Positionen der beteiligten Himmelskörper mit großer Genauigkeit zu bestimmen.
Zur Bestimmung des Winkelabstands von Objekten – etwa von Doppelsternen –, die gemeinsam im Gesichtsfeld eines Teleskops sichtbar sind, wurden vor der Einführung fotografischer Methoden spezielle Messvorrichtungen genutzt. Ein Beispiel ist ein Mikrometer mit geteilter Linse. Durch Verschiebung der Linsenteile gegeneinander lassen sich die Bilder zweier verschiedener Sternscheibchen zur Übereinstimmung bringen; das Ausmaß der nötigen Verschiebung ist ein Maß für den Winkelabstand der Sterne.
Mit dem Aufkommen fotografischer Methoden wurden Techniken möglich, bei denen die relativen Abstände verschiedener Objekte direkt auf der Fotoplatte oder aus den elektronischen Bilddaten bestimmt werden. Allerdings sind die so messbaren Winkel vergleichsweise klein; wird aus so kleinen Winkeln ein Netz von Himmelspositionen rekonstruiert, ist der Gesamtfehler vergleichsweise groß. Bei Astrometrie-Satelliten wie Hipparcos und Gaia wird daher das Licht zweier im festen Winkel zueinander angebrachter Teleskope auf den gleichen Detektor gelenkt; die Exaktheit des Basiswinkels wird mit Hilfe eines Lasersystems genau überwacht. So wird eine Vielzahl größerer Winkel gemessen und zu einem Netz von Sternpositionen verbunden.

### Interferometrie

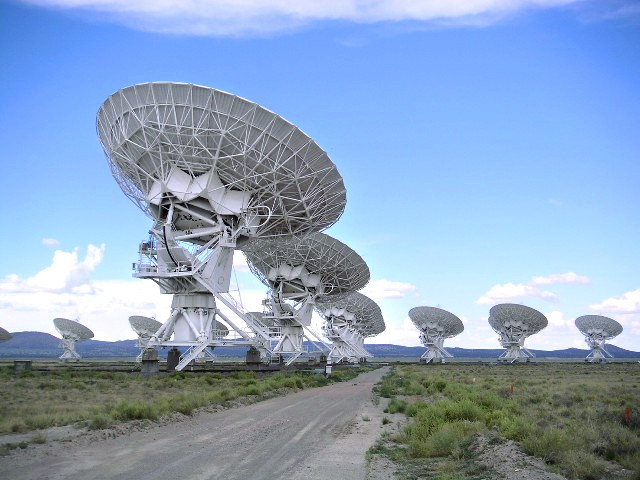
Radioteleskope des Very Large Array in New Mexico

Bei der Interferometrie werden die Beobachtungen mehrerer Teleskope so kombiniert, dass das Ergebnis dem Auflösungsvermögen eines weit größeren Teleskops entspricht. Zuerst wurde diese Technik bei Radioteleskopen angewandt. Das derzeit größte Radioobservatorium mit 27 gekoppelten Teleskopen ist das Very Large Array im US-Bundesstaat New Mexico. Im Rahmen der so genannten Very Long Baseline Interferometry werden auf diese Weise Radioteleskope an weit entfernten Standorten „zusammengeschaltet“, deren Beobachtungsdaten, mit hochgenauen Zeitmarkierungen versehen, aufgezeichnet und nachträglich im Computer miteinander kombiniert werden. Unter Einbeziehung von Satellitenteleskopen sind auf diese Weise Messungen möglich, für die ein einzelnes Teleskop weit größer sein müsste als die Erde.
Auch im sichtbaren Bereich spielt Interferometrie eine Rolle, obwohl das Verfahren aufgrund der ungleich kleineren Wellenlängen (Mikrometer statt Dezimeter) technisch sehr schwierig zu realisieren ist. Frühe Apparate wie das Michelson-Sterninterferometer leiteten das Sternenlicht mit Hilfe einer Spiegelanordnung auf zweierlei verschiedenen Wegen in ein und dasselbe Teleskop. Moderne optische Interferometer kombinieren das Licht verschiedener Teleskope. Beispiele sind das im Aufbau befindliche Large-Binocular-Telescope-Interferometer mit zwei zusammengeschalteten Spiegelteleskopen auf dem Mount Graham in Arizona und das Very Large Telescope Interferometer am Paranal-Observatorium der Europäischen Südsternwarte, bei dem zwei oder drei Teleskope (Kombinationen aus vier 8,2-m- oder vier 1,8-m-Teleskopen) zusammengeschaltet werden.

### Teilchendetektion

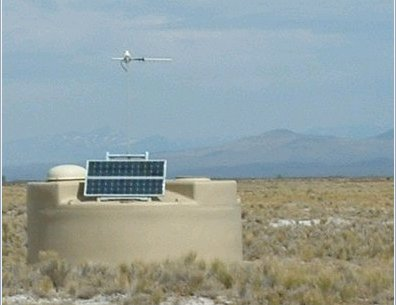
Einer der 1600 Wassertank-Detektoren des Pierre-Auger-Observatoriums

Die hochenergetische kosmische Strahlung, aber auch hochenergetische Gammastrahlen erzeugen beim Auftreffen auf Atome der Erdatmosphäre Teilchenschauer (sekundäre kosmische Strahlung). In Observatorien wie dem Pierre-Auger-Observatorium werden die Schauerteilchen in Wassertanks nachgewiesen; die beim Durchgang schnellster Teilchen durch das Wasser erzeugte Tscherenkow-Strahlung kann direkt gemessen werden.
Auch kosmische Neutrinos werden in dieser Weise in riesigen Wassertanks wie dem des Super-Kamiokande-Detektors in Japan nachgewiesen. Neuere Experimente machen sich natürliche Wasservorkommen zunutze, etwa AMANDA oder IceCube, bei denen Strahlungsdetektoren direkt ins antarktische Eis eingelassen werden.
In der Gammaastronomie wiederum besteht eine wichtige Beobachtungsmethode darin, die Tscherenkow-Lichtblitze zu beobachten, die beim Durchgang der Gammastrahlen durch die Atmosphäre erzeugt werden. Dies ist beispielsweise das Beobachtungsziel der Teleskope des Projekts H.E.S.S. Außerhalb der Erdatmosphäre können Gammastrahlen direkt nachgewiesen werden: Satelliten wie GLAST tragen Szintillationszähler, in denen beim Auftreffen von Gammastrahlung mit Photomultipliern oder Halbleiterdetektoren nachweisbare Lichtblitze erzeugt werden.

### Gravitationswellendetektoren
Derzeit sind zwei Arten von Detektoren in Betrieb, um Gravitationswellen erstmals direkt nachzuweisen. Interferometrische Detektoren messen, wie sich die Frequenz eines hochstabilen Laserstrahls verändert, der zwischen störungsisoliert aufgehängten Spiegeln reflektiert und dabei von durchgehenden Gravitationswellen minimal gestreckt oder gestaucht wird. Dies ist das Funktionsprinzip der LIGO-Detektoren, von Virgo und dem deutsch-britischen Detektor GEO 600. Resonanzdetektoren dagegen nutzen aus, dass eine durchgehende Gravitationswelle geeigneter Frequenz einen Festkörper – etwa einen massiven Metallzylinder oder eine Metallkugel – in winzige, mit geeigneten Sensoren gerade noch nachweisbare Schwingungen versetzen sollte.